# Pyrénées Andorra
Pyrénées Andorra, Grans Magatzems Pyrénées o simplement Pyrénées, és un gran magatzem situat a Andorra la Vella. Concretament a l'avinguda de Meritxell en la mateixa localització on es va obrir inicialment "Establiments Pyrénées". Forma part del Grup Pyrénées, un dels grups empresarials més importants d'Andorra i que s'ha considerat "un dels principals motors de l'economia del Principat". L'empresa ha format part de IADS (International Association of Department Stores) des del 1979 fins al 2019.

## Holding
El grup Pyrénées SA va formar-se a partir de la dècada de 1930 quan la família Pérez va obrir Establiments Pyrénées, on actualment hi ha Grans Magatzems Pyrénées, a Andorra la Vella, quan les Valls d'Andorra encara no s'havia desenvolupat turísticament.
El grup representa un 10% del Producte Interior Brut (PIB) d'Andorra, té una plantilla de 1.100 treballadors, i es considera un dels grups més diversos i sòlids del territori andorrà.

### Negocis del grup
- Distribució al detall:
  - Grans Magatzems Pyrénées (Pyrénées Distribució SAU)
  - Pyrénées Hyper Centre[6] (Alta Riba Distribució SA)
  - Andorra 2000.[7] Antigament del Grup Gaces.
  - Botigues Datec 1, Andorramedialand i afiliats

- Distribució a l'engròs:
  - Pyrénées Import-Export SA
  - Primar i Caves Andorranes

- Distribució d'automòbils:
  - Automòbils Pyrénées SA
  - Pyrénées Motors SA
  - Cars Pyrénées SA

- Logística:
  - Pyretransit (Trànsit Pyrénées SA)

- Restauració:
  - Hostaleria i Restauració Pyrénées
  - Presa/McDonald's

- Altres sectors:
  - Financera Pyrénées (Societat Financera Pyrénées SAU)
  - Pyrimport Pyrexport
  - Viatges Pyrénées